# Гомельский завод пусковых двигателей
ОАО «Гомельский завод пусковых двигателей им. П. К. Пономаренко» (бел. ААТ «Гомельскі завод пускавых рухавікоў імя П. К. Панамарэнка») — белорусское машиностроительное предприятие, расположенное в Гомеле.

## История
В 1944 году в Гомеле был организован мотороремонтный завод. В 1945 году были введены в эксплуатацию моторосборочный и механический цеха, в 1947 году — моторный цех. В 1959 году предприятие реконструировано и переориентировано на производство тракторных пусковых двигателей. Первоначально завод подчинялся Наркомату (с 1946 года — Министерству) земледелия БССР, по состоянию на 1959 год находился в составе Управления запасных частей и ремонтных предприятий Совета народного хозяйства БССР.
В 2003 году завод вошёл в состав производственного объединения «Минский моторный завод». По состоянию на 2008 год предприятие законсервировало новую промышленную площадку, сконцентрировав оборудование на старой площадке. В 2008 году обсуждалась возможность размещения некоторых производств ЗиЛ на законсервированной новой площадке предприятия.

## Современное состояние
Предприятие производит узлы и запасные части для сельскохозяйственной техники (пусковые двигатели, редукторы), сварочные электроды, товары народного потребления. Производятся также прицепные цистерны для пищевых жидкостей. На предприятии занято около 530 сотрудников.